# Din l-Art Ħelwa
Din l-Art Ħelwa (ang. National Trust of Malta) – organizacja pozarządowa non-profit założona w 1965 roku zajmująca się ochroną historycznego, artystycznego i naturalnego dziedzictwa Malty.
Nazwa organizacji pochodzi od pierwszych słów hymnu Malty "Din l-Art Helwa" – "Ta piękna kraina".

## Historia
Pierwsze spotkanie Din l-Art Helwa odbyło się 9 lipca 1965 roku w teatrze Manoel w Valletcie. Głównym celem działalności ma być ochrona maltańskiego dziedzictwa kulturowego i środowiska naturalnego dla przyszłych pokoleń. Podsumowując swoją działalność z okazji obchodów 50–lecia istnienia w 2015 roku podano, że w tym okresie odrestaurowano 40 zabytków narodowych oraz że organizacja ma 17 miejsc powierzonych jej opiece.

## Misja
- promowanie zainteresowania ochroną zabytków, a także zachowania charakteru maltańskich miast i wsi, zwłaszcza w związku z problemami wynikającymi ze współczesnego rozwoju miast[2]
- edukowanie ogółu społeczeństwa, w szczególności młodzieży, na temat znaczenia maltańskiego dziedzictwa kulturowego[2]
- pilnowanie przestrzegania istniejących ustaw i dążenie do uchwalania nowych w celu zachowania i ochrony maltańskiego naturalnego, architektonicznego i artystycznego dziedzictwa[2]
- dawanie przykładu i podejmowanie projekty odbudowy i naprawy budynków o wartości historycznej, które zostały zaniedbane lub zdewastowane[2]
- przejmowanie nieruchomości w ramach trustu, umowy pożyczki, umowy najmu lub umowy o zarządzaniu lub innych w celu zapewnienia im ochrony i umożliwienia korzystania z nich przez mieszkańców i turystów[2]
- pełnienie roli strażnika i lobbowanie władz w celu ochrony krajobrazu, architektonicznej i artystycznej spuścizny narodu[2].

## Nagrody
- 2005 – Nagroda Dziedzictwa Kulturowego Europa Nostra[1]